# 황치판

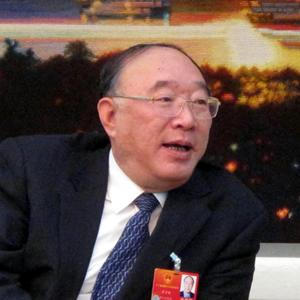

황치판(황기범, 중국어 간체자: 黃奇帆, 1952년 5월 ~ )은 중화인민공화국의 정치인이다. 중국 공산당 충칭시 당위원회 기업실무위원회 서기와 중국공산당 제18기 중앙위원회 위원 겸 제5기 충칭시 정치협의회 위원을 역임했다.

## 생애
저장성 사오싱 시 주지 출신이다. 문화대혁명의 영향을 받아 16세의 나이에 학교를 그만두고 상하이 코크스 공장에서 일을 시작했다. 뛰어난 업무 능력을 인정받아 상하이기계학원에 들어갈 수 있도록 추천을 받았다. 1976년 3월 중국 공산당에 입당했다. 대학 졸업 후 상하이 코크스 공장에 돌아와 1983년에 부국장까지 승진했다.
1983년 12월, 정치에 입문하여 상하이경제위원회 종합계획실 부주임과 시 경제센터 주임, 푸동 신구관리위원회 부주임 등을 역임했다. 1995년 중국공산당 상하이 시위원회 부비서장을 지냈다. 1999년 중국 유럽국제비지니스스쿨에서 경영학 석사 학위를 받았다. 2001년 황치판은 충칭시 부시장으로 자리를 옮겼고 이듬해 5월 충칭시 상무위원이 되었다. 이후 충칭시 인민위원회 위원장과 충칭시 인민정부 시장, 당조서기를 지냈다.